# Ryūji Satō
Ryūji Satō (佐藤 隆治, Satō Ryūji), né le 16 avril 1977 à Nagoya, est un arbitre japonais de football, international depuis 2004. Il officie dans le championnat japonais.

## Carrière
Il a officié dans des compétitions majeures  : 
- AFF Suzuki Cup 2010 (2 matchs)
- Coupe d'Asie de l'Est de football 2010 (1 match)
- Coupe Kirin 2011 (1 match)
- AFC Challenge Cup 2012 (3 matchs dont la finale)